# Leonard Rossiter
Leonard Rossiter (* 21. Oktober 1926 in Liverpool, Merseyside; † 5. Oktober 1984 in London) war ein britischer Schauspieler.

## Biografie
Rossiter war nach dem Schulbesuch zunächst als Angestellter bei einem Versicherer tätig, ehe er seine Laufbahn als Schauspieler begann und 1954 sein Bühnendebüt gab. Seine falkenähnlichen Gesichtszüge, kombiniert mit einem expertenhaften Timing und einem energischen Auftritt erlaubten ihm sowohl die Darstellung eines hinterhältigen Bösewichts als auch eines manischen Komikers.
1962 gab er sein Filmdebüt in A Kind of Loving. In den nächsten Jahren folgten zahlreiche weitere Filmrollen wie des Emanuel Shadrack in Billy Liar (Geliebter Spinner) (1963) und Barry Lyndon (1975). 1967 folgte die Rolle des Henry Bridgenoth in der Agentenkomödie Heiße Katzen. 1968 spielte er Dr. Andrei Smyslov in 2001: Odyssee im Weltraum sowie die Rolle des Johnson in Ein Pechvogel namens Otley, 1974 übernahm er die Rolle des Bruder Weinand in Luther, 1979 verkörperte er den Kunstfurzer Joseph Pujol in dem Kurzfilm Le Pétomane von Ian MacNaughton. Britannia Hospital, in dem er ebenfalls mitwirkte, wurde bei den Internationalen Filmfestspielen von Cannes 1982 gezeigt. Später folgte die Darstellung des Sir Malcolm Leveridge in Wasser – Der Film, der erst nach seinem Tode 1985 Kinopremiere hatte.
Zu seinen bemerkenswertesten Rollen in Bühnenwerken zählen The Resistable Rise of Arturo Ui (1968 bis 1969) sowie Banana Box (1973), das zwischen 1974 und 1978 als Fernsehserie unter dem Titel Rising Damp ausgestrahlt wurde und ihm in der Rolle als anzüglich grinsenden Grundbesitzer Rigsby weite Bekanntheit einbrachte. Hierfür wurde ihm 1981 der erste Peter Sellers-British Film Award der Tageszeitung Evening Standard verliehen.
Zu seinen späteren Fernsehrollen gehörten die Titelrolle in The Fall and Rise of Reginald Perrin (1976 bis 1980), während er zuletzt im Theater in Tartuffe (1976) und Loot (1984) zu sehen war. In den 1970er Jahren spielten er und Joan Collins in einer Serie von Slapstick-Sketchen Werbung für Cinzano Vermouth, die im Jahr 2000 von der Sunday Times und Channel 4 auf Platz 11 der besten je fürs Fernsehen gedrehten Werbefilme gewählt werden.
In der BBC-Shakespeare-Verfilmung The Life and Death of King John (1984) von David Giles spielte er die Hauptrolle des König Johann.
Rossiter gehört darüber hinaus zu den Geehrten auf der Avenue of Stars in London, dem britischen „Walk of Fame“.

## Filmografie (Auswahl)
- 1962: Nur ein Hauch Glückseligkeit (A Kind of Loving)
- 1963: Lockender Lorbeer (This Sporting Life)
- 1963: Geliebter Spinner (Billy Liar)
- 1965: Sie nannten ihn King (King Rat)
- 1966: Letzte Grüße von Onkel Joe (The Wrong Box)
- 1966: Der Teufel tanzt um Mitternacht (The Witches)
- 1967: Heiße Katzen (Deadlier Than the Male)
- 1967: Flüsternde Wände (The Whisperers)
- 1968: 2001: Odyssee im Weltraum (2001: A Space Odyssey)
- 1968: Deadfall
- 1968: Oliver (Oliver!)
- 1969: Ein Pechvogel namens Otley (Otley)
- 1974: Luther
- 1975: Barry Lyndon
- 1976: Inspector Clouseau – Der beste Mann bei Interpol (The Pink Panther Strikes Again)
- 1976: Reise der Verdammten (Voyage of the Damned)
- 1982: Der rosarote Panther wird gejagt (Trail of the Pink Panther)
- 1985: Wasser – Der Film (Water)